# Spaniblennius
Spaniblennius es un género de peces de la familia de los blénidos en el orden de los Perciformes.

## Especies
Existen las siguientes especies en este género:
- Spaniblennius clandestinus (Bath y Wirtz, 1989)
- Spaniblennius riodourensis (Metzelaar, 1919)